# Ars no Kyojū
Ars no Kyojū (アルスの巨獣?), también conocida como Giant Beasts of Ars en inglés, es una serie de televisión de anime japonesa original animada por Asahi Production y producida por DMM Pictures. Se estrenó el 7 de enero de 2023 en MBS, TBS, AT-X y BS NTV. 

## Argumento
La historia se desarrolla en una época de espadas, héroes y mitos. Unas bestias gigantes crearon la tierra, pero luego los humanos la robaron. Esto enfureció a las bestias, que empezaron a comerse a los humanos. Para defenderse, los humanos invocaron a los dioses. Las bestias Kyojuu empezaron a extenderse por el mundo, causando grandes daños, pero los humanos se defendieron cazando a los Kyojuu. La humanidad también prosperó al utilizar las partes disecadas de las bestias. Jiiro es “un hombre que ha escapado de la muerte”, y caza Kyojuu para ganarse la vida. Se encuentra con “Kuumi Veinte y Dos”, que está siendo perseguido por alguien. Jiro y sus amigos comienzan entonces a descubrir los secretos de este mundo.

## Personajes
Kuumi (クウミ?)
 Seiyū: Hina Yōmiya
La protagonista principal. Originalmente una esclava sin nombre, no conoce su propia educación ni el sentido común del mundo. Estaba siendo utilizada como sujeto experimental para algún tipo de investigación en una fortaleza imperial, pero escapó. El imperio la llama "Nº 22". Cuando conoce a Jiro, se entera de que es una existencia llamada Kannagi, y los tres, incluida Mya, viajan juntos.
Jiiro (ジイロ?)
 Seiyū: Toshiyuki Morikawa
Un cazador de monstruos, conocido actualmente como "Jiro el Muerto". Solía ser un Nagimori talentoso, pero un incidente hizo que cerrara su mente y volviéndose alcohólico. Pero tras conocer a Kuumi, que no puede controlar el poder de Kannagi, hace un contrato con ella y sostiene la lanza nuevamente como Nagimori.
Myaa (ミャア?)
 Seiyū: Yu Serizawa
Una chica de una raza llamada Kabrimono. Lleva un sombrero con forma de gato. Viaja por todo el mundo como vendedora ambulante, poseyendo una gran cantidad de conocimientos. Al conocer a Kuumi, le entrega un anillo y se une al grupo de ella.
Meran (メラン?)
 Seiyū: Hiromu Mineta
Romana (ロマーナ?)
 Seiyū: Yoko Hikasa
Tsurugi (ツルギ?)
 Seiyū: Asami Seto
Sharuto (シャルト?)
 Seiyū: Wakana Kuramochi
Façade (ファザード Fazādo?)
 Seiyū: Ryōta Takeuchi
Un misterioso espadachín que sirve a Mezami y trabaja con una chica idéntica a Kuumi. En el pasado, luchó junto a Jiro en el Área de Exploración Polar como un cazador de bestias gigantes, pero actualmente ha perdido sus recuerdos.
Tōka (トオカ?)
 Seiyū: Mayu Aoyagi
Zen (ゼン?)
 Seiyū: Kenichi Ogata
Mezami (メザミ?)
 Seiyū: Atsushi Tamaru
Bakura (バクラ?)
 Seiyū: Takayuki Sugō
Cuerpo Experimental (実験体?)
 Seiyū: Hina Yōmiya
Una chica de apariencia similar a Kuumi que trabaja junto a Façade. Considera a Kuumi un "producto fallido".

## Producción y lanzamiento
Ars no Kyojū es producida por DMM Pictures. Está dirigida por Akira Oguro y escrita por Norimitsu Kaihō, con Shūji Katayama y Akinari Suzuki componiendo la música. Ashito Ōyari proporciona los diseños de personajes originales, mientras que Hiroshi Shimizu y Masato Kato adaptan los diseños para la animación. Su estreno está previsto para enero de 2023. Penguin Research interpretará el tema de apertura "Hengen Jizai", mientras que Harumi interpretará el tema de cierre "Na mo Nai Hana". Sentai Filmworks obtuvo la licencia de la serie fuera de Asia y la transmitió en HIDIVE.